# پروتوتاکسیتس
پروتوتاکسیتس (نام علمی: Prototaxites)، یک سرده منقرض شده از یوکاریوت‌های بزرگ ماکروسکوپی است که قدمت آن از سیلورین پسین تا دوره دوونین پسین است. پروتوتاکسیتس ساختارهای تنه‌مانند بزرگی تا عرض ۱ متر را تشکیل دادند که طول آن به ۸ متر می‌رسید، از لوله‌های در هم تنیده‌ای با قطر حدود ۵۰ میکرومتر تشکیل شده بود و آن را تا حد زیادی به بزرگ‌ترین موجود زمینی در زمان خود تبدیل کرد.
آرایه‌شناسی پروتوتاکسیتس مدت‌ها موضوع بحث بوده است. به‌طور گسترده‌ای یک قارچ در نظر گرفته می‌شود، اما بحث ادامه دارد. ارتباط دقیق آن با دودمان قارچ موجود نامشخص است. تقریباً مطمئناً یک موجود زنده چندساله بود که در طی چندین سال رشد کرد. بوم‌شناسی متعددی پیشنهاد شده است، از جمله اینکه مانند بسیاری از قارچ‌های امروزی تغذیه گندروی بود، یا اینکه یک خودپروردگی‌گلسنگ شده بود.

## ریخت‌شناسی
فسیل‌های پروتوتاکسیتس با قطر تا ۱ متر و ارتفاع به ۸٫۸ متر بقایای بزرگ‌ترین جانداران هستند که از دوران وجودش کشف شده‌اند. با مشاهده از دور، فسیل‌ها شکل تنه‌های درختی را به خود می‌گیرند که کمی در نزدیکی قاعده‌شان پخش می‌شوند، به شکلی که نشان‌دهنده اتصال به ساختارهای ریشه‌مانند حفظ‌نشده است. قالب‌های پرشده که ممکن است نمایانگر فضاهایی باشد که قبلاً توسط «ریشه‌های» پروتوتاکسیتس اشغال شده بود، در لایه‌های دوونین اولیه رایج است.

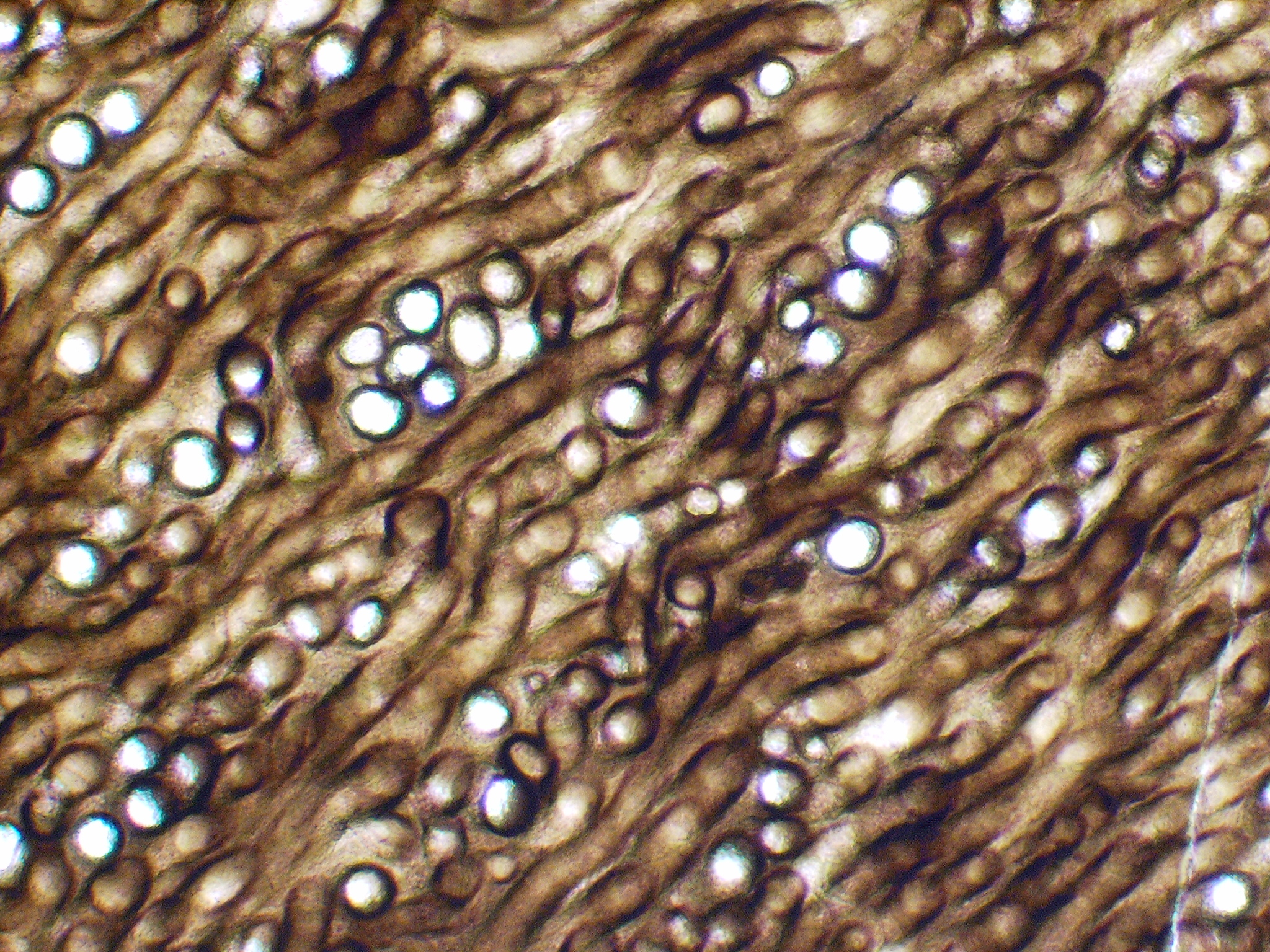
ریزساختار پروتوتاکسیتس در زیر میکروسکوپ نوری

حلقه‌های رشد متحدالمرکز، که گاهی حاوی مواد گیاهی جاسازی شده هستند، نشان می‌دهد که جاندار به‌طور پراکنده با افزودن لایه‌های خارجی رشد کرده است. این احتمال وجود دارد که ساختارهای تنه مانند حفظ شده نشان دهنده بدن‌میوه یا جسم بارده یک قارچ باشد که توسط یک نخینه، شبکه‌ای از رشته‌های پراکنده (جلینه) تغذیه می‌شود. در مقیاس میکروسکوپی، فسیل‌ها از ساختارهای لوله‌مانند باریکی تشکیل شده‌اند که اطراف یکدیگر می‌بافند. این لوله‌ها در دو نوع هستند: لوله‌های اسکلتی با عرض ۲۰ تا ۵۰ میکرومتر، دارای دیواره‌های ضخیم (۲ تا ۶ میکرومتر) و از نظر طول تقسیم‌بندی نشده‌اند، و رشته‌های زاینده که نازک‌تر هستند (قطر ۵ تا ۱۰ میکرومتر) و اغلب منشعب می‌شوند. اینها به هم متصل می‌شوند تا ماتریکس جاندار را تشکیل دهند. این رشته‌های نازک‌تر، جداشده هستند، یعنی دارای دیواره‌های داخلی هستند. این سپتوم‌ها سوراخ‌دار هستند یعنی آنها حاوی منافذ جوانه‌ای هستند، این ویژگی فقط در قارچ‌ها و جلبک‌ها قرمز مدرن وجود دارد.
شباهت این لوله‌ها به ساختارهای گیاه اولیه نخ‌ریسه‌ای‌ها منجر به پیشنهاداتی شده است که دومی ممکن است برگ‌های پروتوتاکسیتس را نشان دهد. متأسفانه برای این فرضیه، این دو هرگز در ارتباط یافت نشدند، اگرچه این ممکن است نتیجه جدا شدن آنها پس از مرگ موجودات باشد.

## تاریخچه تحقیق
اولین بار در سال ۱۸۴۳ جمع‌آوری شد، تنها ۱۴ سال بعد بود که جان ویلیام داوسون (John William Dawson)، دانشمند کانادایی، فسیل‌های پروتوتاکسیتس را مطالعه کرد، که او آنها را به‌عنوان مخروطیان غول‌پیکر نیمه‌پوسیده توصیف کرد که حاوی بقایای قارچ‌هایی بود که در حال تجزیه آنها بودند. این مفهوم تا سال ۱۸۷۲ مورد مناقشه قرار نگرفت، زمانی که دانشمند رقیب ویلیام کاروترز (William Carruthers) این ایده را به سخره گرفت.
کاروترز نام پروتوتاکسیتس (که به‌طور ضعیف به‌عنوان سرخدار اول ترجمه می‌شود) اشتباه می‌کرد و اصرار داشت که نام نماتوفیکوس (Nematophycus) «جلبک رشته‌ای» اتخاذ شود، حرکتی که به‌شدت برخلاف عرف علمی بود. داوسون برای دفاع از تفسیر اصلی خود سرسختانه مبارزه کرد تا اینکه مطالعات در مورد ریزساختار مشخص کرد که موقعیت او غیرقابل دفاع است، از این رو او بلافاصله سعی کرد نام این جنس را تغییر دهد و آن را نماتوفیتون (Nematophyton) «گیاه رشته‌ای» نامید و با شدت زیاد این موضوع را انکار کرد که او هرگز آن را یک درخت دانسته است. علی‌رغم این تلاش‌های سیاسی برای تغییر نام این جنس، قوانین نام‌گذاری گیاه‌شناسی به این معنی است که نام «پروتوتاکسیتس»، هر چند از نظر معنایی نامناسب، امروزه همچنان مورد استفاده قرار می‌گیرد.

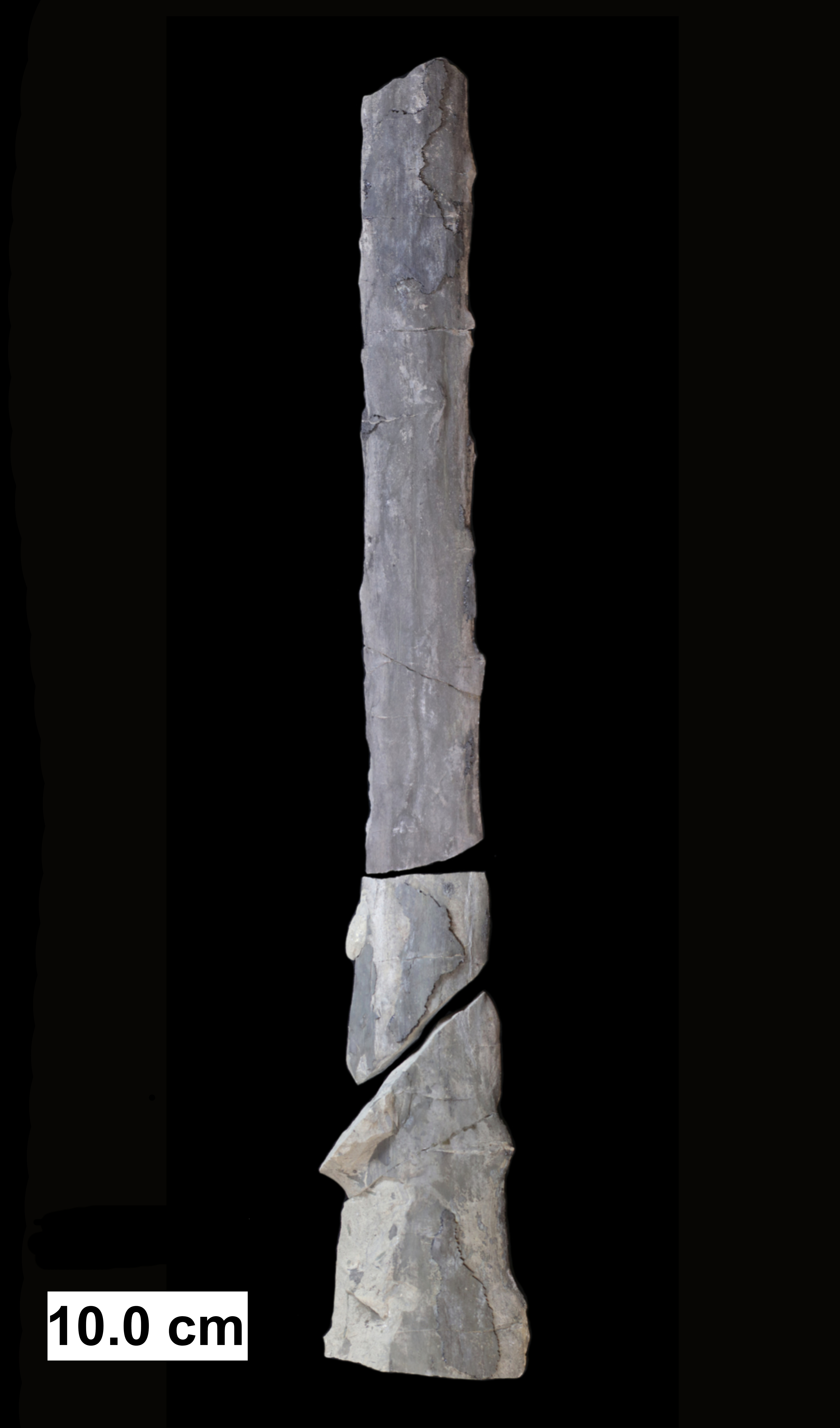
پروتوتاکسیتس میلواکی از ویسکانسین

علیرغم شواهد بسیار زیاد مبنی بر رشد این جاندار در خشکی، تفسیر کاروترز مبنی بر اینکه این یک جلبک دریایی غول‌پیکر است، تنها یک بار، در سال ۱۹۱۹، زمانی که آرتور هری چرچ (Arthur Harry Church) پیشنهاد کرد که کاروترز برای رد احتمال قارچ بودن آن خیلی سریع بوده است، به چالش کشیده شد. فقدان هیچ شخصیت تشخیصی برای هر گروه موجود، ارائه یک فرضیه محکم را دشوار می‌کرد؛ این فسیل یک راز مرموز و موضوع بحث باقی ماند. تا اینکه در سال ۲۰۰۱، پس از ۲۰ سال تحقیق، فرانسیس هوبر، از موزه ملی تاریخ طبیعی در واشینگتن دی سی، مقاله ای را منتشر کرد که مدت‌ها انتظارش را می‌کشیدیم و سعی می‌کرد پروتوتاکسیتس را به جای آن قرار دهد. مقاله، بر اساس ریخت‌شناسی آن، نتیجه گرفت که پروتوتاکسیتس یک قارچ است.

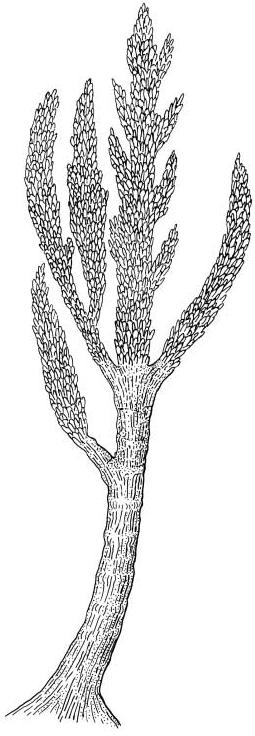
بازسازی پروتوتاکسیتس مخروطی مانند (داوسون، ۱۸۸۸).

این ایده با ناباوری، انکار و بدبینی شدید پذیرفته شد، اما شواهد بیشتری برای تأیید آن در حال ظهور است. در سال ۲۰۰۷،تحلیل ایزوتوپی توسط تیمی از جمله هوبر و کوین بویس (C. Kevin Boyce) از دانشگاه شیکاگو به این نتیجه رسید که پروتوتاکسیتس یک قارچ غول‌پیکر است. آنها محدوده بسیار متغیری از مقادیر نسبت‌های ایزوتوپ کربن را در طیف وسیعی از نمونه‌های پروتوتاکسیتس شناسایی کردند. خودپروردگی‌ها (جاندارانی مانند گیاهان و جلبک‌ها که از طریق فتوسنتز امرار معاش می‌کنند) که در یک زمان زندگی می‌کنند از همان منبع کربن (یعنی اتمسفر) استفاده می‌کنند. از آنجایی که جانداران یک نوع ماشین شیمیایی مشابهی دارند، آنها این ترکیب جوی را با یک ایزوتوپ کربن ثابت منعکس می‌کنند. به‌نظر می‌رسد نسبت ناسازگار مشاهده شده در پروتوتاکسیتس نشان می‌دهد که جاندار با فتوسنتز زنده نمی‌ماند و تیم بویس استنباط کردند که جاندار از طیف وسیعی از بسترها تغذیه می‌کند، مانند بقایای هر جاندار دیگر در نزدیکی آن. با این وجود، اندازه بزرگ جاندار به شبکه گسترده‌ای از نخینه‌های زیرزمینی نیاز دارد تا کربن آلی کافی برای انباشته شدن زیست‌توده لازم به دست آید. ساختارهای ریشه‌مانند معمولاً به‌عنوان ریزومورف‌های (Mycelial cord) پروتوتاکسیتس تعبیر شده‌اند و می‌توانند از امکان انتقال مواد مغذی توسط جاندار در فواصل بزرگ برای حمایت از بدن بالای زمین خود پشتیبانی کنند.
سایر تحقیقات اخیر نشان داده‌اند که پروتوتاکسیتس نشان‌دهنده یک بسته بالارونده از جگرواشان است، اما این تفسیر دارای مشکلات اساسی است.
یک جنس مشابه، نماتاسکتوم (Nematasketum)، همچنین از لوله‌های نواری و منشعب در بسته‌های محوری تشکیل شده است. به‌نظر می‌رسد این یک قارچ است.
در سال ۲۰۲۱، گرگوری رتالاک (Gregory Retallack) گونه‌های جدید پروتوتاکسیتس هانگری را از مرحله داریویلین عضو دریاچه داگلاس (Douglas Lake Member) اردویسین میانه از سنگ آهک (Lenoir Limestone)در سد داگلاس (Douglas Dam)، تنسی توصیف کرد که نشان‌دهنده اولین ظهور شناخته شده از جنس پروتوتاکسیتس است. در حالی که در برخی از مطالعات منشأ اردویسین این جنس ذکر شده است، با اشاره به مطالعه رتالاک، دیان ادواردز (Dianne Edwards)، دیرین‌گیاه‌شناسی اظهار داشت: «وقتی ویژگی‌های تشخیصی وجود نداشته باشند، چنین مواد آلی تکه‌تکه‌ای می‌توانند به اشتباه تفسیر شوند، که منجر به انتساب‌های غیرقابل قبول می‌شود». نلسون و بویس (۲۰۲۲)، با اشاره به مطالعه رتالاک، عنوان نمودند که اولین ظهور این جنس در سیلورین پسین بوده است.

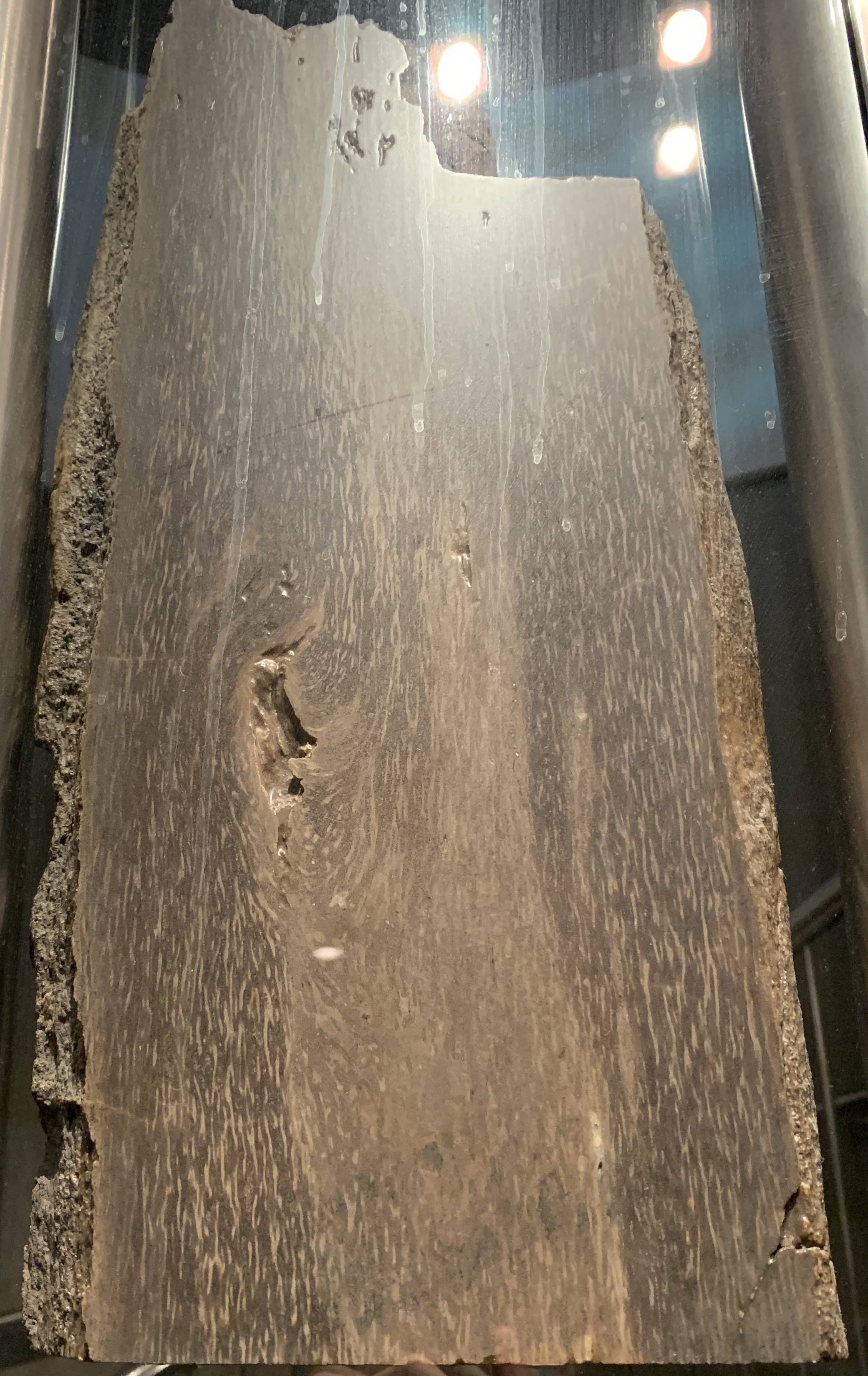
یک بخش صیقلی از پروتوتاکسیتس در موزه دیرینه‌شناسی سلطنتی تایرل (Royal Tyrrell Museum of Palaeontology).

مقاله ای در سال ۲۰۲۲ پیشنهاد کرد که پروتوتاکسیتس یک ریزومورفقارچی پیچیده است تا یک ساختار بلند و راست. به‌جای رشد کاملاً عمودی، احتمالاً الگوی رشد متنوع‌تری از جمله گسترش افقی و زیرزمینی را نشان می‌دهد. عملکرد اصلی آن ممکن است توزیع مجدد آب، مواد مغذی و اکسیژن در میان بوم‌سازگان زمینی اولیه باشد که بقا و گسترش پوشش گیاهی را در محیط‌های فقیر از مواد مغذی تسهیل می‌کند. با تشکیل شبکه‌های انتقال بزرگ، پروتوتاکسیتس می‌توانست نقش مهمی در اتصال تکه‌های جدا شده از زندگی گیاهی، هوادهی بافت‌های زیرسطحی، و افزایش دسترسی به منابع در مناظر با پوشش گیاهی کم دوره دوونین اولیه داشته باشند.

## زمینه بوم‌شناسی

نمای میکروسکوپ الکترونی روبشی فیکوبیونت کروی و مایکوبیونت کشیده پروتوتاکسیتس لوگانی

تیم تحقیقاتی دانشگاه شیکاگو پروتوتاکسیتس را به‌عنوان ساختاری بدون شاخه و ستونی بازسازی کرده است. این بلندترین موجود زنده در زمان خود بود. در مقایسه، گیاه معاصر کوکسونیا (Cooksonia) تنها به ۶ سانتی‌متر ارتفاع می‌رسید و خود بر فراز «جنگل‌های خزه‌ای» که در زیر آن رشد می‌کردند می‌پرداخت و بی‌مهرگان تنها حیات چند سلولی ساکن در خشکی بودند. پروتوتاکسیتس می‌توانست از ساختار ستونی بلند آن برای پراکندگی هاگ استفاده کنند. از طرف دیگر، اگر پروتوتاکسیتس دارای ساختارهای فتوسنتزی باشند، ارتفاع می‌تواند توانایی آن را درگرفتن نور افزایش دهد. وجود زیست‌مولکول که اغلب با جلبک‌ها مرتبط است ممکن است نشان دهد که پروتوتاکسیتس توسط جلبک‌های همزیست یا انگلی پوشیده شده‌اند، که در اصل آن را به یک گلسنگ بزرگ تبدیل می‌کند، یا حتی نشان می‌دهد که خود جلبک است. با این حال، تنوع در نسبت‌ها در امضای ایزوتوپی (δ13C) بین نمونه‌های پروتوتاکسیتس نشان می‌دهد که دگرپروردگی است.
نخینه پروتوتاکسیتس با هجوم به بافت گیاهان آوندی فسیل شدند. به نوبه خود، شواهدی از حیواناتی وجود دارد که در پروتوتاکسیتس زندگی می‌کنند: پیچ و خم‌های لوله‌هایی در داخل برخی از نمونه‌ها پیدا شده است که قارچ دوباره در حفره‌ها رشد می‌کند، که منجر به این گمانه زنی می‌شود که انقراض پروتوتاکسیتس ممکن است به دلیل چنین فعالیتی ایجاد شده باشد. با این حال، شواهدی از گمانه‌های بندپایان در پروتوتاکسیتس از دوونین پسین و پیشین یافت شده است، که نشان می‌دهد جاندار میلیون‌ها سال از استرس خسته‌کننده جان سالم به در برده است. به طرز جالبی، گمانه‌ها در پروتوتاکسیتس مدت‌ها قبل از ایجاد ساقه چوبی معادل ساختاری توسط گیاهان ظاهر شدند و این احتمال وجود دارد که حفره‌ها در زمان فرگشت به گیاهان منتقل شوند. پروتوتاکسیتس در اواخر دوونین منقرض شدند، زیرا گیاهان آوندی به شکوفایی رسیدند.